# Alexander Rybak
Alexander Rybak (biał. Алякса́ндар І́гаравіч Рыба́к, Alaksandar Iharawicz Rybak; ur. 13 maja 1986 w Mińsku) – białorusko-norweski piosenkarz, skrzypek, aktor, kompozytor i model. Zwycięzca 54. Konkursu Piosenki Eurowizji (2009), dwukrotny reprezentant Norwegii w konkursie (2009 i 2018).

## Życiorys
Urodził się na Białorusi. Jest synem skrzypka Igora Aleksandrowicza Rybaka (ur. 1954) i pianistki Natalii Walencinawny Rybak (ur. 1959). Ojciec, który był jego pierwszym nauczycielem, pracował w zespole muzycznym w Witebsku i w Mińskiej Orkiestrze Kameralnej, a jego matka była redaktorką programów telewizyjnych. Od najmłodszych lat wychowywał się na folklorze i muzyce klasycznej. Jego babka, nauczycielka szkoły muzycznej im. Marii Borisowny Sawickiej, zapoznała dwuletniego wnuka z pierwszymi melodiami. Według wspomnień jego ojca, gdy Alexander miał trzy lata, podczas spaceru w lesie zaśpiewał piosenkę własnej kompozycji.
Gdy miał cztery lata, wraz z rodzicami przeprowadził się do Norwegii i zamieszkał w Nesodden, gdzie jego ojciec podjął pracę. Sześć miesięcy później wrócił do Mińska, gdzie rozpoczął naukę w Białoruskiej Państwowej Szkole Muzycznej. Gdy miał pięć lat, zaczął grać na skrzypcach i pianinie, czym kontynuował rodzinną tradycję. Wcześniej zaczął komponować piosenki i pisać do nich teksty. W wieku 10 lat podjął naukę w Instytucie Muzycznym Barratt Due w Oslo, którą przerwał na etapie bachelor’s degree w 2009. W 2011 powrócił na studia i skończył je w czerwcu 2012 na wydziale skrzypiec. W wieku 17 lat otrzymał stypendium w Maedowmount Music School, przyznawanej corocznie nie więcej niż trzem kandydatom od studentów muzyki na całym świecie. Otrzymał wykształcenie średnie w szkole muzyki, tańca i sztuki dramatycznej Videregaende RUD.
Biegle komunikuje się w językach: norweskim, rosyjskim i angielskim, zna też podstawy języka polskiego.

### Kariera muzyczna
Wraz z ojcem współpracował jako muzyk w norweskim musicalu z Mortenem Harketem, wokalistą zespołu a-Ha. Z musicalem koncertował w Europie, Ameryce i Chinach. W 2004 otrzymał Nagrodę Kulturalną im. Andersa Jahre’a.
W 2005 wziął udział w programie Idol: Jakten på en superstjerne, w którym doszedł do etapu półfinałów. W 2006 zwyciężył w konkursie talentów Kjempesjansen, do którego zgłosił się z autorską piosenką „Foolin”. Trzy lata wcześniej zgłosił się do tego konkursu, jednak nie przeszedł etapu przesłuchań. W 2007 odgrywał główną rolę w krajowej inscenizacji musicalu Skrzypek na dachu, wystawianego w stołecznym Teatrze Nye. Za rolę w produkcji otrzymał nagrodę Hedda. W międzyczasie występował gościnnie z wykonawcami, takimi jak m.in.: Morten Harket, Arve Tellefsen, Pinchas Zukerman, Hanne Krogh czy duet Knutsen i Ludvigsen. Pracował też jako akompaniator w największej orkiestrze symfonicznej Ung Symphony.

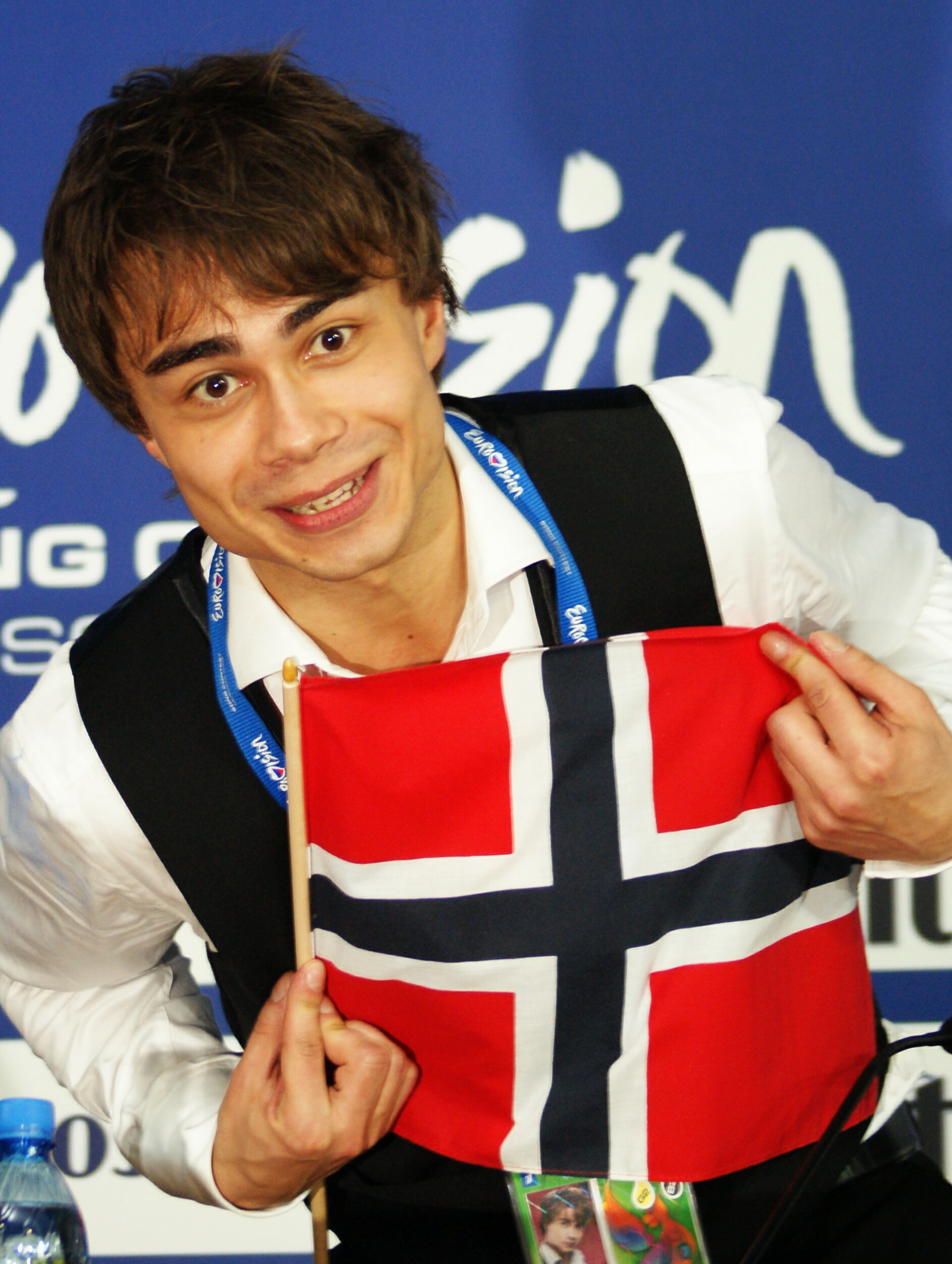
Alexander Rybak podczas konferencji prasowej 54. Konkursu Piosenki Eurowizji, maj 2009

W 2008 zakwalifikował się z piosenką „Fairytale” do programu Norsk Melodi Grand Prix mającego wyłonić reprezentanta Norwegii w 54. Konkursie Piosenki Eurowizji. W lutym 2009 zakwalifikował się do finału selekcji i zajął w nim pierwsze miejsce, zdobywszy łącznie 747 888 głosów od telewidzów i komisji jurorskiej, dzięki czemu został reprezentantem kraju w konkursie organizowanym w Moskwie. W maju wystąpił w drugim półfinale Konkursu Piosenki Eurowizji i z pierwszego miejsca awansował do sobotniego finału. Zwyciężył w nim po zdobyciu wówczas rekordowej liczby 387 punktów od telewidzów i jurorów, w tym m.in. najwyższych not (12 punktów) z 16 krajów. Podczas występu towarzyszyli mu tancerze z grupy Frikar (Hallgrim Hansegård, Sigbjørn Rua, Torkjell Lunde Børsheim) i chórzystki, Jorunn Hauge i Karianne Kjærnes. Po finale konkursu wydał debiutancki album studyjny pt. Fairytales, za który odebrał certyfikat potrójnej platynowej płyty za sprzedaż w ponad 13 tys. egzemplarzach w Norwegii. Z singlem „Fairytale” dotarł do pierwszego miejsca norweskiej listy przebojów, a także do pierwszej dziesiątki notowań w: Szwecji, Danii, Finlandii, Holandii i Belgii. Wydawnictwo promował również singlami: „Funny Little World” i „Roll with the Wind”. 29 maja był jurorem Nowe głosy Białorusi w Mińsku, był też gościem 18. Międzynarodowego Festiwalu Sztuk „Słowiański Bazar” w Witebsku. 10 listopada wystąpił podczas koncertu poświęconemu Dniu Milicji. Od 24 do 29 listopada koncertował w Rostowie nad Donem, Samarze, Jekaterynburgu, Moskwie i Petersburgu. W grudniu wystąpił z przebojem „Fairytale” na ceremonii wręczenia Pokojowej Nagrody Nobla. W trakcie gali nawiązał znajomość z amerykańskim producentem Wyclefem Jeanem i aktorem Willem Smithem. W międzyczasie odbył trasę koncertową po Norwegii, na której gościnnie wystąpiła z nim m.in. Elisabeth Andreassen oraz nagrał piosenkę „Ja nie wieriu w czudiesa/Supiergieroj”, wykorzystaną w oficjalnej ścieżce dźwiękowej rosyjskiego filmu Czarna błyskawica. Ponadto w 2009 odegrał drugoplanową rolę Leviego w filmie Yohan – Barnevandreren, a także był bohaterem filmu dokumentalnego Rune’a Langlo pt. Fairytale, the movie (2009), w którym pokazane były podróże po zwycięstwie na Eurowizji. 30 listopada wraz z Aleksiejem Jagudinem przemawiał na Placu Czerwonym w Moskwie podczas prezentacji symbolu Zimowych igrzysk Olimpijskich 2014 w Soczi.

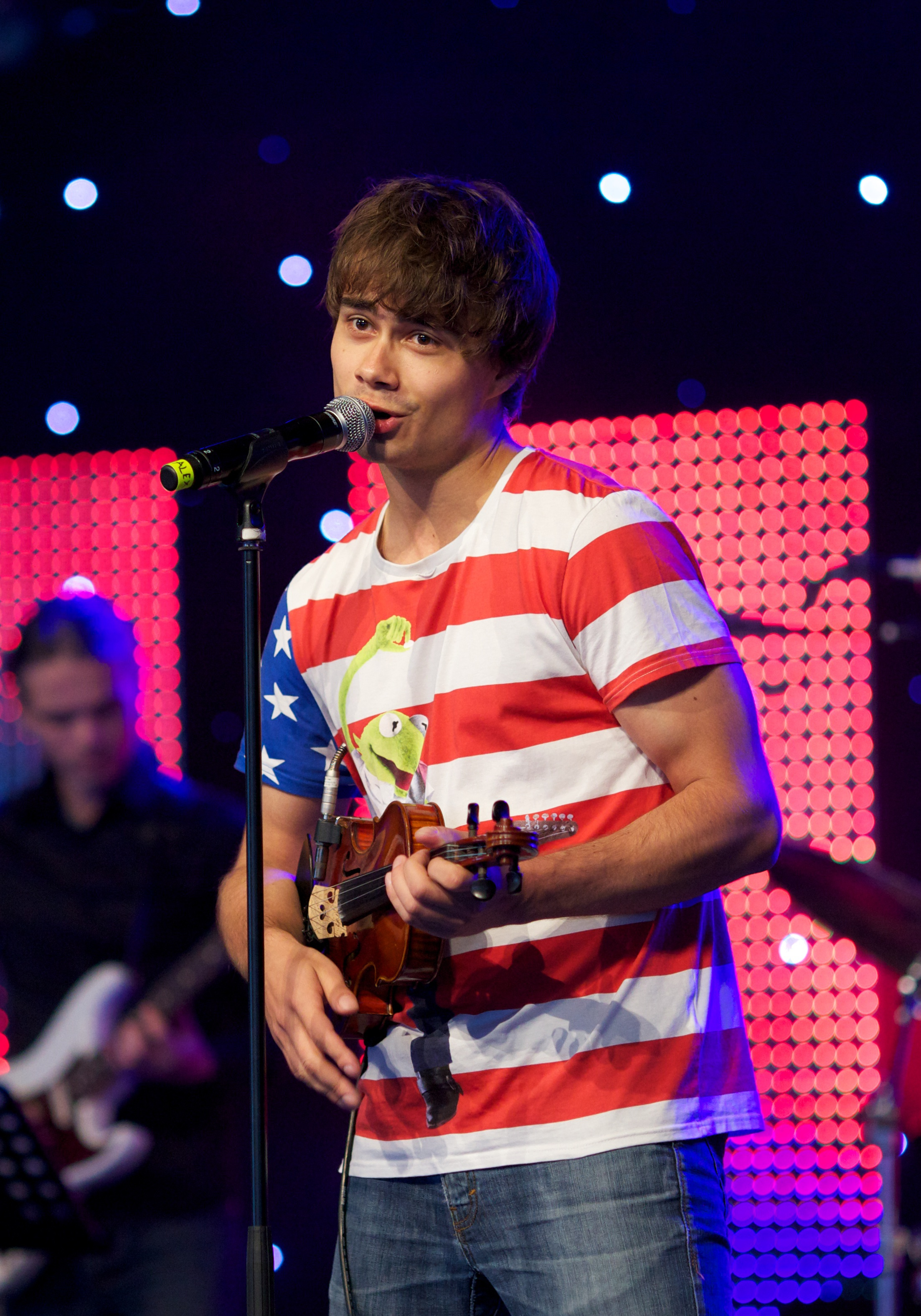
Alexander Rybak podczas występu na festiwalu Handelsstevnet 2011

Na początku 2010 rozpoczął pracę nad nagraniem nowej płyty. Pod koniec stycznia wykonał utwór „Europe’s Skies” podczas gościnnego występu w finale fińskich eliminacji do 55. Konkursu Piosenki Eurowizji. Wystąpił też jako gość specjalny podczas krajowych selekcji eurowizyjnych w Słowenii, Rosji, Wielkiej Brytanii, Szwecji i Bośni i Hercegowinie. W kwietniu wydał piosenkę „Fela igjen”, którą nagrał we współpracy z zespołem Opptur. 11 czerwca odebrał nagrodę za „Debiut roku” na gali Muz-TV Music Award w Moskwie, na której nominowany był też do zdobycia statuetki w kategoriach: „Najlepszy wykonawca” i „Najlepsza ścieżka dźwiękowa” (za muzykę do filmu Czarna błyskawica). W czerwcu wydał album studyjny pt. No Boundaries. Użyczył głosu Czkawce, głównej postaci w norweskiej wersji filmu animowanego Jak wytresować smoka (2010). W połowie października wystąpił w Finlandii na festiwalu Russian Romance, a w wyniku współpracy ze szwedzkimi autorami wydał płytę pt. Visa vid vindens engar. Wiosną 2011 uczestniczył w szótej edycji programu rozrywkowego Let’s Dance.
W 2012 nawiązał współpracę z Paulą Seling, której pomógł w doborze uczestników do jej drużyny w pierwszej rumuńskiej edycji programu The X Factor. Kilka tygodni później nagrali wspólny singiel, „I’ll Show You”, który zaprezentowali w kwietniu 2012. Po premierze piosenki wyruszyli w europejską trasę promocyjną. Wystąpił wraz z Mariją Šerifović, Dimą Biłanem, Leną i duetem Ell & Nikki podczas drugiego półfinału 57. Konkursu Piosenki Eurowizji w Baku. W 2013 kontynuował współpracę z muzykami z Rumunii i Turcji, a także wziął udział w nagrywaniu projektu muzycznego dla norweskiego kanału telewizyjnego. Pracował na musicalem o nazwie Troll. Prowadził klasy mistrzowskie i koncertował z uczniami szkół muzycznych w krajach skandynawskich i w Stanach Zjednoczonych. W tym samym roku napisany przez niego utwór „I’m with You”, wykonywany przez Annsofi, zajął czwarte miejsce w finale Norsk Melodi Grand Prix 2013, norweskich eliminacji do 58. Konkursu Piosenki Eurowizji. W 2014 uczestniczył w programie Hver gang vi møtes. W maju nagrał piosenkę „Into a Fantasy” na potrzeby ścieżki dźwiękowej do drugiej części filmu animowanego Jak wytresować smoka 2 wytwórni DreamWorks. W tym czasie napisał też piosenkę „Still Here”, z którą Franklin Calleja zajął piąte miejsce w finale maltańskich eliminacji do 60. Konkursu Piosenki Eurowizji, a także założył girls band Miłki, który uformował na potrzeby udziału w białoruskich eliminacjach eurowizyjnych Eurofest 2015. Z piosenką „Accent” wokalistki zajęły czwarte miejsce w finale, rozgrywanym 26 grudnia (uplasowały się na drugim miejscu w głosowaniu telewidzów i na piątym – u jurorów). W jednym z wywiadów Rybak przyznał, że było to „najgorsze doświadczenie w jego karierze”. W czerwcu wydał rosyjskojęzyczny singiel „Kotik”. Użyczył głosu Shamanowi Shi-Sha w filmie Sawa. Serce wojownika (2015).

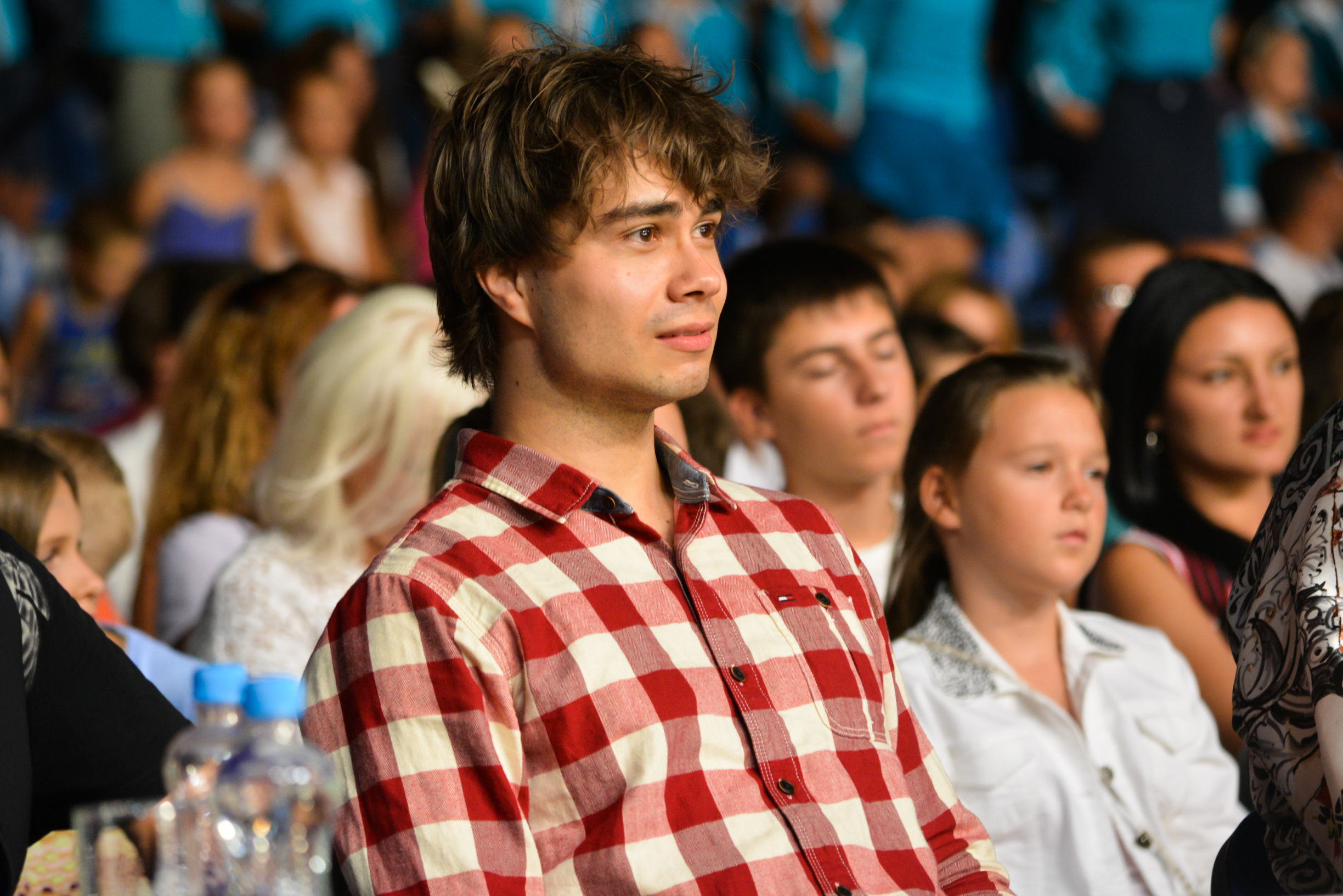
Alexander Rybak jako juror na festiwalu „Dziecięca Nowa Fala” w Jałcie, sierpień 2015

W 2015 uczestniczył w programie rozrywkowym Odin w odin!, a także wydał swoją pierwszą książkę dla dzieci pt. „Trolle og den magiske fela” (pol. Troll i magiczne skrzypce). W maju 2016 wystąpił gościnnie w finale 61. Konkursu Piosenki Eurowizji w Sztokholmie. W kolejnych miesiącach zaprezentował dwa nowe single, „I Came to Love You” i „Return”, do których nakręcił teledyski, a także użyczył głosu Wilkowi w filmie animowanym Dawno, dawno temu był pies (2016). W marcu 2017 opublikował klip do nagranego przez siebie coveru utworu „Fever” Peggy Lee, który następnie wydał w nowej wersji, jako „FIFA”, czym nawiązał do popularnej serii gier komputerowych FIFA. W nowym tekście utworu wspomniał m.in. o polskim piłkarzu, Robercie Lewandowskim. W maju nagrał anglojęzyczną wersję utworu „Amar pelos dois” Salvadora Sobrala, laureata 62. Konkursu Piosenki Eurowizji oraz zaprezentował teledysk do singla „Looking My Way”.

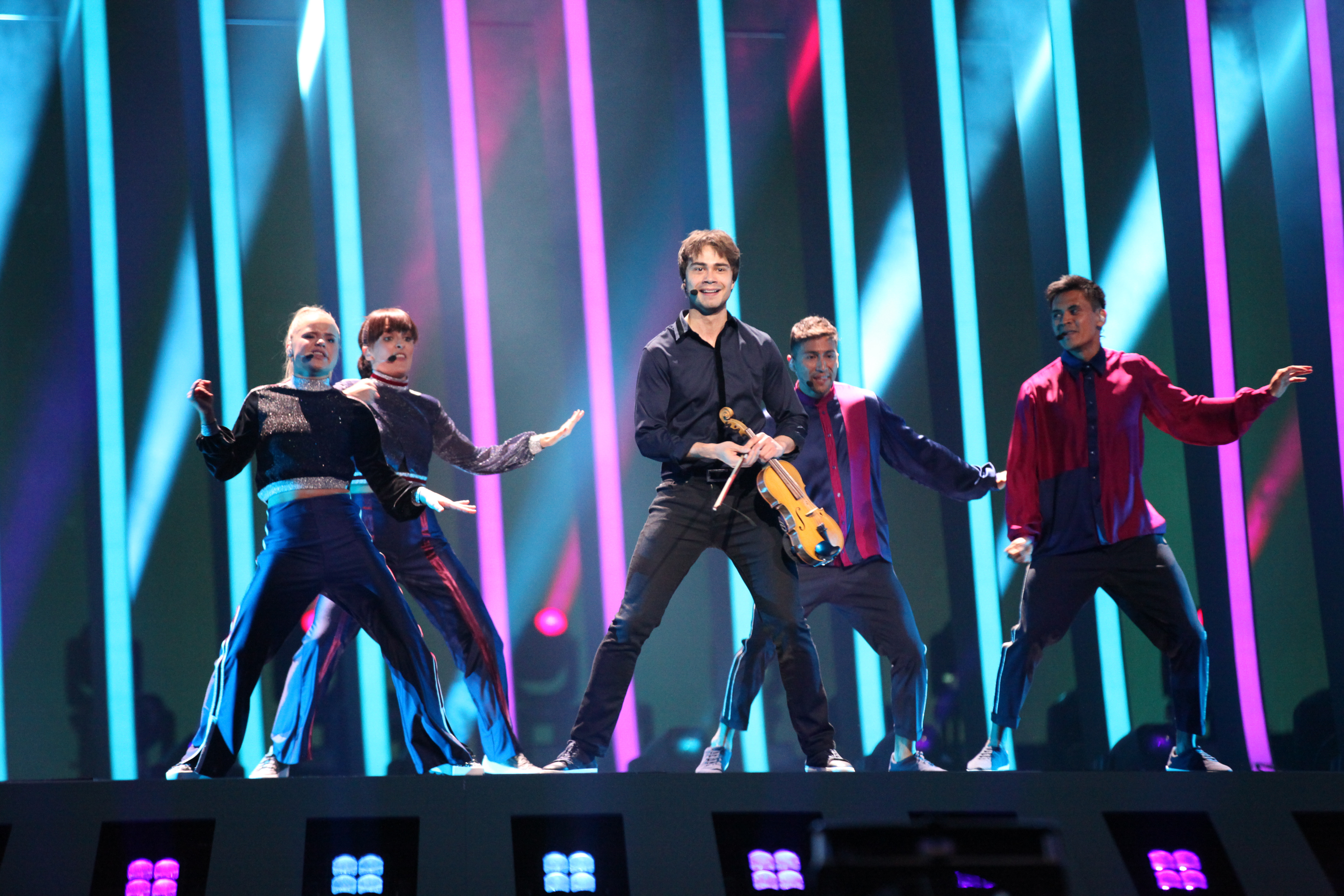
Alexander Rybak podczas prób do występu w 63. Konkursie Piosenki Eurowizji, maj 2018

W styczniu 2018 został ogłoszony jednym z finalistów norweskich eliminacji eurowizyjnych, Melodi Grand Prix 2018. Jego konkursową piosenką został singiel „That’s How You Write a Song”, do którego zrealizował teledysk. 10 marca wygrał w finale selekcji, dzięki czemu został ogłoszony reprezentantem Norwegii w 63. Konkursie Piosenki Eurowizji organizowanym w Lizbonie. Przed rozegraniem koncertu półfinałowego był uznawany za jednego z głównych faworytów do wygrania finału konkursu. 10 maja otworzył stawkę konkursową drugiego półfinału i z pierwszego miejsca zakwalifikował się do finału, który został rozegrany 12 maja. Wystąpił w nim z siódmym numerem startowym i zajął 15. miejsce po zdobyciu 144 punktów w tym 84 punkty od telewidzów (11. miejsce) i 60 pkt od jurorów (16. miejsce).

## Życie prywatne
Był związany ze skrzypaczką Ingrid Berg Mehus. Od 2016 był w związku z Julie Gaarud Holm, w 2019 się rozstali. Następnie związał się z Martine Røsten Aune.

## Dyskografia

### Albumy studyjne
- Fairytales (2009)
- No Boundaries (2010)
- Nebesa Evropy (2010)
- Visa vid vindens ängar (2011)
- Christmas Tales (2012)
- Trolle og den magiske fela (2015)

### Single
| Rok              | Tytuł                                   | Album                                          |
| ---------------- | --------------------------------------- | ---------------------------------------------- |
| 2009             | „Fairytale”                             | Fairytales                                     |
| 2009             | „Funny Little World”                    | Fairytales                                     |
| 2009             | „Roll with the Wind”                    | Fairytales                                     |
| 2009             | „Ja nie wieriu w czudiesa/Supiergieroj” | Ścieżka dźwiękowa filmu Czarna błyskawica      |
| 2010             | „Fela igjen” (z Opptur)                 | –                                              |
| 2010             | „Oah”                                   | No Boundaries                                  |
| 2010             | „Europe's Skies”                        | No Boundaries                                  |
| 2010             | „Niebiesa Ewropy”                       |                                                |
| 2011             |                                         |                                                |
| „Atlantis”       | –                                       |                                                |
| „Resan till dig” | Visa vid vindens ängar                  |                                                |
| 2012             | „I’ll Show You” (z Paulą Seling)        | –                                              |
| 2012             | „Leave Me Alone”                        | –                                              |
| 2012             | „Strela amura”                          | –                                              |
| 2012             | „Dostala”                               | –                                              |
| 2014             | „Into a Fantasy”                        | Ścieżka dźwiękowa filmu Jak wytresować smoka 2 |
| 2014             | „What I Long For”                       | –                                              |
| 2015             | „Kotik”                                 | –                                              |
| 2015             | „Typisk nors”                           | –                                              |
| 2015             | „Blant fjell”                           | Trolle og den magiske fela                     |
| 2015             | „Venner” (z Pernille Hogstad Stene)     | Trolle og den magiske fela                     |
| 2016             | „I Came to Love You”                    | –                                              |
| 2016             | „Lublu tebia kak ransze”                | –                                              |
| 2016             | „5 to 7 Years”                          | –                                              |
| 2016             | „Return”                                | –                                              |
| 2016             | „Foolin’”                               | –                                              |
| 2016             | „Abrazame”                              | –                                              |
| 2017             | „Looking My Way”                        | –                                              |
| 2017             | „Fever”                                 | –                                              |
| 2017             | „Til Julie”                             | –                                              |
| 2018             | „That’s How You Write a Song”           | –                                              |
| 2018             | „Mom”                                   | –                                              |
| 2018             | „Let the Music Guide You”               | –                                              |
| 2019             | „I’m Still Here”                        | –                                              |
| 2020             | „My Whole World”                        | –                                              |
| 2020             | „Give Me Rain”                          | –                                              |

## Filmografia
- 2010: Brzydkie kaczątko jako Lis
- 2010: Jak wytresować smoka? jako Ikking (norweski dubbing)
- 2010: Yohan – Barnevandrer jako Levi
- 2014: Jak wytresować smoka 2 jako Czkawka (norweski dubbing)
- 2015: Sawa. Serce wojownika jako Shaman Shi-Sha (norweski dubbing)
- 2016: Dawno, dawno temu był pies jako Wilk (norweski dubbing)

## Nagrody i wyróżnienia
| Rok  | Kategoria                            | Tytułem                                                 | Nagroda                        | Nota      | Źródło |
| ---- | ------------------------------------ | ------------------------------------------------------- | ------------------------------ | --------- | ------ |
| 2000 | Konkurs Młodych muzyków Sparre Olsen | –                                                       | –                              | Laur      |        |
| 2001 | Konkurs Młodych muzyków Sparre Olsen | –                                                       | –                              | Laur      |        |
| 2003 | Nagroda dla studentów Maedowmount    | –                                                       | –                              | Laur      |        |
| 2004 | Nagroda im. Andersa Jaresa           | w dziedzinie kultury                                    | –                              | Laur      |        |
| 2006 | Konkurs NRK Kjempesjansen            | „Foolin’”                                               | –                              | Laur      |        |
| 2007 | Nagroda Heddy                        | Za rolę w spektaklu Skrzypek na dachu teatru Nye Teater | Nagroda Heddy                  | Laur      |        |
| 2009 | Året hit                             | Fairytales                                              | Spellemannprisen               | Nominacja | [ 65 ] |
| 2009 | Årets Spellemann                     | Fairytales                                              | Spellemannprisen               | Laur      | [ 65 ] |
| 2009 | Ârtes nykommer                       | Artysta roku                                            | Spellemannprisen               | Nominacja | [ 65 ] |
| 2009 | Mannlig Artist                       | Fairytales                                              | Spellemannprisen               | Nominacja | [ 65 ] |
| 2010 | Kryształowy Glog                     | –                                                       | Rosyjska Narodowa Nagroda Roku | Laur      |        |
| 2010 | Radiohitte                           | Zagraniczny wykonawca                                   | Nagroda God Ether              | Laur      |        |
| 2010 | Nagrody Muz–TV 2010                  | Przełom roku                                            | –                              | Laur      |        |